# Александруполис (дим)
Александру́полис (греч. Δήμος Αλεξανδρούπολης) — община (дим) на северо-востоке Греции. Входит в периферийную единицу Эврос в периферии Восточная Македония и Фракия. Население 72 959 жителей по переписи 2011 года. Площадь 1216,954 квадратного километра. Плотность 59,95 человека на квадратный километр. Административный центр общины — Александруполис, исторический центр — Вира. Димархом на местных выборах 2014 года избран Эвангелос Ламбакис (Ευάγγελος Λαμπάκης).
Община Александруполис создана в 1924 году (ΦΕΚ 194Α). В 2010 году (ΦΕΚ 87Α) по программе «Калликратис» к общине Суфлион присоединены упразднённые общины Трайануполис и Фере.

## Административное деление

Административное деление общины:
1 — Александруполис
2 — слева направо: Трайануполис, Фере

Община (дим) Александруполис делится на 3 общинные единицы.